# Даніель Роуз Расселл
Деніель Роуз Расселл (нар. 31 жовтня 1999 року, Нью-Джерсі, США ) — американська акторка. Здобула популярність через ролі у таких фільмах, як Прогулянка серед могил (2014 року), Алоха (2015), Пандемія (2016) і Чудо (2017). У 2018 році Расселл знялася в ролі Гоуп Майклсон в 5 сезоні телесеріалу Первородні

## Біографія
Рассел народилася в Нью-Джерсі і жила в Західному Мілфорді. Деніель росла в сім'ї колишньої танцівниці Розмарі Радо і співака Уолтера Расселла. Даніель розпочала модельну діяльність в юності, з'являючись на сторінках журналів і рекламних роликах. Акторську діяльність дівчина почала в шкільному театрі: вона зіграла в декількох постановках в середній школі Святого Духа в Пекуаннок-Тауншип. У 2018 році Рассел закінчила середню школу через онлайн-курс

## Кар'єра
Першою роллю Даніель Рассел стала роль у фільмі Прогулянка серед могил (2014 року), де вона зіграла чотирнадцятирічну дочку російського торговця наркотиками. У наступному році вона з'явилася у фільмі Алоха (2015) в ролі дочки Рейчел Мак-Адамс. У 2016 році Рассел знялася в 6 епізодах короткометражного серіалу Останній магнат. У 2017 році зіграла роль другого плану у фільмі Чудо. У липні 2017 року Рассел знялася в п'ятому сезоні серіалу Первородні в ролі Хоуп Майклсон. У травні 2018 року було замовлено спін-офф серіалу під назвою Спадок, центральною героїнею якого є Гоуп Майклсон, яку продовжила грати Даніель.

## Фільмографія
| Рік       | Назва                  | Оригінальна назва           | Роль          | Примітки                   |
| --------- | ---------------------- | --------------------------- | ------------- | -------------------------- |
| 2014      | Прогулянка серед могил | A Walk Among The Tombstones | Люсі          | Фільм                      |
| 2015      | Алоха                  | Aloha                       | Грейс         | Фільм                      |
| 2016      | Пандемія               | Pandemic                    | Меган         | Фільм                      |
| 2016      | Останній магнат        | The Last Tycoon             | Дарла Мінер   | Періодична роль 6 епізодів |
| 2017      | Чудо                   | Wonder                      | Міранда       | Фільм                      |
| 2018      | Первородні             | The Originals               | Хоуп Майклсон | Головна роль 13 епізодів   |
| 2018      | Міра людини            | Measure of a Man            | Джон Вільямс  | Фільм                      |
| 2018—2022 | Спадок                 | Legacies                    | Хоуп Майклсон | Головна роль               |